# Odžaci (Konjic, BiH)
Odžaci su naseljeno mjesto u općini Konjic, Federacija Bosne i Hercegovine, BiH.
Ime Odžaci može dolaziti od slavenske modifikacije turske riječi "odžak", što znači "dimnjak" ili "kula", a najvjerojatnije je nazvano po nekoliko kula (tj. odžaka) begova Šurkovića koje su u tom selu sagrađene prije oko 400 godina.

## Povijest
Poznato je da je humski velikaš Juraj Čemerović, koji je bio u službi hercega Stjepana, imao svoj dvor u lokalitetu današnjih Odžaka, kao i svoje posjede, koji su kasnije bili u timaru begova Šurkovića. Za samo selo ne zna se točno kad je osnovano. Jedino naziv Odžaci, koji se najvjerojatnije odnosi na spomenute odžake, ukazuje na to otkad otprilike postoje pod tim imenom, a spominjanje posjeda Jurja Čemerovića govori da je moguće da je naselje oko posjeda postojalo i prije otomanske okupacije Bosne. Prostor sela Odžaci prije dolaska Osmanlija pripadao je Zagorskoj župi i naselju koje se u poveljama spominje kao Bjelimići i u čijoj je blizini srednjovjekovna utvrda Veletin (blizu današnjeg sela Ocrkavlje u Bjelimićima). Na teritoriju naselja Odžaci nalazi nekropola sa stećcima Česmina glava. Ukupno postoji 68 spomenika od kojih su 63 u obliku sanduka i 5 sljemenika. Nekropola je 21. siječnja 2009. proglašena nacionalnim spomenikom Bosne i Hercegovine.

## Stanovništvo

### 1991.
Nacionalni sastav stanovništva 1991. godine, bio je sljedeći:
ukupno: 105
- Muslimani – 98
- Hrvati – 7

### 2013.
Nacionalni sastav stanovništva 2013. godine, bio je sljedeći:
ukupno: 70
- Bošnjaci – 69
- ostali, neopredijeljeni i nepoznato – 1

## Vanjske poveznice
- OpenStreetMap